# Partit Popular de la Regió de Múrcia
El Partit Popular de la Regió de Múrcia (PPRM) és l'organització territorial del Partit Popular a la Regió de Múrcia. La seva seu central es troba al carrer González Adalid, a la ciutat de Múrcia.
Des del 1995 ostenta la presidència i les conselleries del Consell de Govern de la Regió de Múrcia. Governa a municipis com Cartagena, Claveguera o Iecla.
Després del seu darrer Congrés Regional, celebrat al març de 2018, el president n'és Fernando López Miras.

## Comitè executiu
Després de la remodelació duta a terme pel president López Miras el març de 2021, el Comitè Executiu està format, en els principals càrrecs, per:
- President: Fernando López Miras.
- Secretari general: Jose Miguel Luengo Gallego.
- Vicesecretari d'Organització: Francisco Abril.
- Vicesecretari de Sectorial i Desenvolupament Econòmic: Luis Alberto Marín.
- Vicesecretària de Política Territorial: Rebeca Pérez.
- Vicesecretària de Política Social i Estat de el Benestar: Yolanda Tomás.
- Vicesecretari de Participació: Víctor Manuel López.
- Portaveu Grup PP Assemblea Regional: Joaquín Segado.
- Portaveu de el Partit Popular: Miriam Guardiola.
- Presidenta de Comitè Electoral: Visitación Martínez.
- President de el Comitè de Drets i Garanties: Marcos Ortuño.

## Resultats electorals

### Regionals
| Any  | Candidat                  | Vots         | %      | Escons  | +/- | Govern            |
| ---- | ------------------------- | ------------ | ------ | ------- | --- | ----------------- |
| 1983 | José Lucas                | 162.074 (#2) | 35,42% | 16 / 43 |     | Oposició          |
| 1987 |                           | 159.566 (#2) | 31,50% | 16 / 45 | =   | Oposició          |
| 1991 | Juan Ramón Calero         | 173.491 (#2) | 33,51% | 17 / 45 | 1   | Oposició          |
| 1995 | Ramón Luis Valcárcel Siso | 330.089 (#1) | 52,35% | 26 / 45 | 9   | Majoria           |
| 1999 | Ramón Luis Valcárcel Siso | 322.848 (#1) | 52,96% | 26 / 45 | =   | Majoria           |
| 2003 | Ramón Luis Valcárcel Siso | 367.710 (#1) | 56,66% | 28 / 45 | 2   | Majoria           |
| 2007 | Ramón Luis Valcárcel Siso | 379.011 (#1) | 58,30% | 29 / 45 | 1   | Majoria           |
| 2011 | Ramón Luis Valcárcel Siso | 382.569 (#1) | 58,82% | 33 / 45 | 4   | Majoria           |
| 2015 | Pedro Antonio Sánchez     | 239.011 (#1) | 37,35% | 22 / 45 | 11  | Minoria           |
| 2019 | Fernando López Miras      | 211.849 (#2) | 32,35% | 16 / 45 | 6   | Coalició (PP-Cs)  |
| 2023 | Fernando López Miras      | 293.051 (#1) | 42,79% | 21 / 45 | 5   | Coalició (PP-Vox) |

### Congrés
| Any       | Vots    | %       | Escons | Pos. |
| --------- | ------- | ------- | ------ | ---- |
| 1977      | 30.167  | 6,76%   | 0 / 8  | 3r   |
| 1979      | 25.903  | 5,68%   | 0 / 8  | 4t   |
| 1982      | 189642  | 35,58%  | 3 / 8  | 2n   |
| 1986      | 184.109 | 34,33%  | 3 / 8  | = 2n |
| 1989      | 166.712 | 29,98%  | 3 / 9  | = 2n |
| 1993      | 310.507 | 47,29%  | 4 / 9  | 1r   |
| 1996      | 350.337 | 49,89%  | 5 / 9  | = 1r |
| 2000      | 389.564 | 58,08%  | 6 / 9  | = 1r |
| 2004      | 413.902 | 57,42%  | 6 / 9  | = 1r |
| 2008      | 469.380 | 61,24%  | 7 / 10 | = 1r |
| 2011      | 471.851 | 64,22%  | 8 / 10 | = 1r |
| 2015      | 293.943 | 40,40%  | 5 / 10 | = 1r |
| 2016      | 333.109 | 46,68%  | 5 / 10 | = 1r |
| 2019 (I)  | 180.163 | 23,43%  | 2 / 10 | 2n   |
| 2019 (II) | 189.500 | 26,51 % | 3 / 10 | = 2n |
| 2023      | 306.999 | 41,24%  | 4 / 10 | 1r   |